# Tysk-österrikiska backhopparveckan 1960/1961
Under Tysk-österrikiska backhopparveckan 1960/1961 hoppade man i Oberstdorf den 29 december, den 1 januari hoppade man i Partenkirchen och den 6 januari hoppade man i Innsbruck. Deltävlingen i Bischofshofen genomfördes slutligen den 8 januari.

## Oberstdorf
- Datum: 28 december 1960
- Land:  Västtyskland
- Backe: Schattenbergschanze

| Placering | Hoppare            | Land          | Poäng |
| --------- | ------------------ | ------------- | ----- |
| 01        | Juhani Kärkinen    | Finland       | 227,0 |
| 02        | Kjell Sjöberg      | Sverige       | 223,0 |
| 03        | Kalevi Kärkinen    | Finland       | 222,0 |
| 03        | Otto Leodolter     | Österrike     | 222,0 |
| 05        | Koba Zakadse       | Sovjetunionen | 218,0 |
| 06        | Helmut Recknagel   | Östtyskland   | 217,0 |
| 07        | Veit Kürth         | Östtyskland   | 215,0 |
| 08        | Nikolaj Sjamov     | Sovjetunionen | 213,5 |
| 09        | Walter Habersatter | Österrike     | 212,5 |
| 010       | Ole Tom Nord       | Norge         | 211,0 |

## Partenkirchen
- Datum: 1 januari 1961
- Land:  Västtyskland
- Backe: Große Olympiaschanze

| Placering | Hoppare           | Land          | Poäng |
| --------- | ----------------- | ------------- | ----- |
| 01        | Koba Zakadse      | Sovjetunionen | 220,5 |
| 02        | Helmut Recknagel  | Östtyskland   | 218,0 |
| 03        | Nilo Zandanel     | Italien       | 217,0 |
| 04        | Otto Leodolter    | Österrike     | 215,0 |
| 05        | Nikolaj Kamenskij | Sovjetunionen | 214,0 |
| 06        | Kjell Sjöberg     | Sverige       | 213,5 |
| 07        | Juhani Kärkinen   | Finland       | 213,0 |
| 08        | Jurij Subarev     | Sovjetunionen | 212,0 |
| 09        | Kurt Schramm      | Östtyskland   | 209,5 |
| 09        | Nikolaj Sjamov    | Sovjetunionen | 209,5 |

## Innsbruck
- Datum: 6 januari 1961
- Land:  Österrike
- Backe: Bergiselschanze

| Placering | Hoppare            | Land          | Poäng |
| --------- | ------------------ | ------------- | ----- |
| 01        | Kalevi Kärkinen    | Finland       | 218,5 |
| 02        | Helmut Recknagel   | Östtyskland   | 217,6 |
| 03        | Otto Leodolter     | Österrike     | 213,4 |
| 04        | Olaf Solli         | Norge         | 212,2 |
| 05        | Veikko Kankkonen   | Finland       | 211,6 |
| 06        | Wolfgang Happle    | Västtyskland  | 211,0 |
| 07        | Nikolaj Kamenskij  | Sovjetunionen | 210,4 |
| 08        | Helmut Wegscheider | Västtyskland  | 209,2 |
| 09        | Albin Plank        | Österrike     | 207,7 |
| 010       | Kjell Sjöberg      | Sverige       | 207,0 |

## Bischofshofen
- Datum: 8 januari 1961
- Land:  Österrike
- Backe: Paul-Ausserleitner-Schanze

| Placering | Hoppare          | Land          | Poäng |
| --------- | ---------------- | ------------- | ----- |
| 01        | Helmut Recknagel | Östtyskland   | 229,1 |
| 02        | Otto Leodolter   | Österrike     | 225,6 |
| 03        | Kalevi Kärkinen  | Finland       | 221,1 |
| 04        | Nikolaj Sjamov   | Sovjetunionen | 219,3 |
| 05        | Wolfgang Happle  | Västtyskland  | 212,8 |
| 06        | Olaf Solli       | Norge         | 211,8 |
| 07        | Nilo Zandanel    | Italien       | 210,0 |
| 08        | Kurt Schramm     | Östtyskland   | 209,7 |
| 09        | Dino de Zordo    | Italien       | 208,7 |
| 010       | Koba Zakadse     | Sovjetunionen | 207,7 |

## Slutställning
| Placering | Hoppare          | Land          | Poäng |
| --------- | ---------------- | ------------- | ----- |
| 01        | Helmut Recknagel | Östtyskland   | 881,7 |
| 02        | Otto Leodolter   | Österrike     | 874,0 |
| 03        | Kalevi Kärkinen  | Finland       | 862,1 |
| 04        | Koba Zakadse     | Sovjetunionen | 851,9 |
| 05        | Juhani Kärkinen  | Finland       | 850,7 |
| 06        | Kjell Sjöberg    | Sverige       | 848,2 |
| 07        | Olaf Solli       | Norge         | 839,6 |
| 08        | Nilo Zandanel    | Italien       | 829,5 |
| 09        | Nikolaj Sjamov   | Sovjetunionen | 827,4 |
| 010       | Wolfgang Happle  | Västtyskland  | 826,8 |